# Лопе де Вега
Феликс Лопе де Вега и Карпио (шп. Félix Lope de Vega y Carpio; Мадрид, 25. новембар 1562 — Мадрид, 27. август 1635) је био један од најбитнијих драмских писаца и песника Златног века шпанске књижевности. Сервантес му се у исто време дивио и критиковао га, називајући га „генијалним Феникс“ и „монструмом природе“.
Лопе де Вега је обновио шпански театар у време када је позориште почињало да постаје масовни и културни феномен у Шпанији. Уз Калдерона де ла Барку и Тирса де Молину, довео је шпански барокни театар до савршенства. Његова дела се и данас приказују у позориштима широм света. Поред врсног драматурга, Лопе такође важи за једног од најбољих лирских песника на шпанском језику, а такође се окушао и као прозни писац. Његов опус је непојмљиво велики и импресиван — написао је око хиљаду осамсто комедија, три хиљаде сонета, три новеле, четири кратке новеле, девет епских песама.
Још за живота стекао је славу и углед, и имао је много следбеника али и љутих непријатеља. Био је близак са Кеведом и Хуаном Руизом де Аларконом, док га је Гонгора жестоко критиковао, а Сервантес је према њему гајио поштовање, иако га је у својим делима критиковао због увођења новина у драмски жанр, и напуштања правила класичног позоришта. Такође, и каснији писци су налазили инспирацију у Лопеовим делима и дивили су му се —Гете је, на пример, једном изјавио да би волео да је способан да напише тако огроман, разнолик, свеобухватан и разнобојан опус као што је то био Лопеов.
Лопе де Вегин живот је био пун авантура, ратова, љубавних пустоловина и разних занимања. Био је осуђен због клевете и прогнан, ратовао је против Португалаца на Азорима, добровољно је ратовао у редовима Шпанске армаде против Холанђана, био је службеник разних великаша, од којих је најзначајнији био војводе од Албе, да би се у 50 години заредио и постао свештеник. Два пута се женио, али га то није спречило да има више љубавница. Имао је велики број деце како са законитим женама, тако и са својим љубавницама, коју је при крају живота окупио све под једним кровом.
Лопе де Вега је теме за своје комедије црпео из разних извора: Библија, митологија, легенде, шпанска и светска историја (стари Рим, Византија, Колумбов пут у Америку), књижевна дела, стварност и машта. У његовом стваралаштву осећа се утицај народне поезије и драме, античке и италијанске драме, као и италијанске комедије дел арте коју је имао прилике да види на њиховим гостовањима по Шпанији.

## Младост
Феликс Лопе де Вега и Карпио потиче из скромне сеоске породице из долине Кариједо, код кантабријских планина. Син Феликса де Веге, угледног занатлије-уметника и Франсиске Фернандез Флорес, о којој не постоје прецизни подаци. Отац се преселио из Ваљадолида у Мадрид 1561. привучен могућностима које је пружала нова престоница.
Први наговештаји Лопеовог генија појављују се у његовим најранијим годинама. Са пет година већ је читао шпански и латински језик, до десете године преводио је латинске стихове, а своју прву драму написао је са 12 година.
Његов велики таленат доводи га до школе за поезију и музику 'Висенте Еспинел' у Мадриду, према којој се увек опходио са поштовањем. Своје образовање наставио је у језуитској школи, која је касније постала 'Colegio Imperial' (1574).
Из Мадрида бежи како би се прикључио војној експедицији у Португалији. У току тог бекства имао је среће да упозна и буде под заштитом Бискупа од Авиле, који је у њему препознао таленат и уписао га на Универзитет Алкала.
После четири године (1577 — 1581) проведене на Универзитету Алкала де Енарес, није успео да добије ни једно звање. Можда због његовог неуредног начина живота и афера које је имао са разним женама, он доноси одлуку да крене стопама свог заштитника и приступи свештенству, али ти планови бивају прекинути његовим заљубљивањем и сазнањем да целибат није за њега. Напушта студије, а како није матурирао, морао је да почне да зарађује за живот.
Године 1583. регрутује се у морнарицу и бори се у бици код острва Терсеира, по наредби његовог будућег пријатеља дон Алвара де Басана, маркиза Санта Круза де Муделе.
Затим се враћа у Мадрид и почиње озбиљно своју каријеру драмског писца. Такође је започео љубавну аферу са Еленом Осорио, глумицом и ћерком власника водећег позоришта. Након пет година ватрене љубавне везе, Елена га презриво одбија и даје предност другом просцу, а Лопе заједљиво напада њу и њену породицу, те доспева у затвор због клевете и на крају добија казну од осам година изгнанства из Кастиље.

## Изгнанство
Осим студијама граматике и математике на Краљевској академији, Лопе је био заузет и многим љубавним везама. Елена Осорио, Филис из његових стихова, била је његова прва велика љубав. У то време је била одвојена од свог мужа, а Лопе је користио сваку прилику да се приближи њеном оцу Херониму Веласкезу, власнику позоришта. Међутим, Елена је 1578. године пристала на брак из користи са Франсиском Перенотом Гранвелом, нећаком моћног кардинала Гранвеле. Огорчен, Лопе де Вега је објавио неколико чланака у којима је понижавао Еленину породицу; ситуацију је објавио и у својој драми „Бесни Белардо“ и у низу сонета и пасторалих романси, због чега је једно време провео у затвору. Поновио је грешку и следећа судска одлука била је строжа — протеран је на осам година из Мадрида и на две године из Краљевине Кастиље, уз претњу смртном казном ако се оглуши о одлуку суда. Годинама касније се присећа своје љубави према Елени Осорио у дијалогу у роману „Доротеја“.
Приликом одласка из Мадрида отео је 16-годишњу Исабел од Урбина (Белиса из његових стихова), ћерку важног саветника на двору Филипа II, којом се касније оженио. Неколико недеља после венчања Лопе се пријавио за нови задатак са шпанском флотом; лета 1588. године Шпанска армада је испловила ка Енглеској. Лопе је поново имао среће, и његов брод Сан Хуан је био један од ретких који су се безбедно вратили у шпанску луку после ове пропале експедиције. По повратку се са Исабел настанио у Валенсији где је планирао да проведе остатак изгнанства и да поново започне драматуршку каријеру. Године 1590. позван је да служи као секретар војводе од Албе и преселио се у Толедо.

## Повратак у Кастиљу
Године 1595, после Исабелине смрти, напустио је службу код војводе и после 8 година у егзилу вратио се у Мадрид. Имао је много љубавница и велики скандали везани за њих су били честа појава: суђено му је као љубавнику глумице Антоније Триљо. Оженио се Хуаном де Гвардо, ћерком богатог месара, 1598. године и са њом имао четворо деце, али то га није спречило да настави да се виђа и са другим женама. Вратио се да ради као лични секретар Педра Фернандеза де Кастра и Андрадеа до 1603. када се преселио у Севиљу. Тамо се заљубио у Микаелу де Лухан (Селију из његових стихова), удату жену која му је била инспирација за богату збирку сонета. Са њом је остао до 1608. године; имали су петоро деце.
Током много година Лопе је живео између ова два дома и великог броја љубавница, од којих су многе биле глумице (Херонима де Бургас, Антонија Триљо, Марина де Арагон). Да би одржао овај темпо живота, толики број веза и да би могао да издржава сву своју признату и непризнату децу морао је да ради јако много; у то време је написао огроман број дела, углавном лирских песама и комедија, које су често биле штампане без његове дозволе и без корекције. Тек са 38 година је први пут имао прилике да коригује своја дела — грешке које су други направили су коначно исправљене.

## Последње године
После овог плодног периода, његова лична ситуација се погоршала. Од 1608. године губи се сваки биографски и литерарни траг Микаели де Лухан, јединој од Де Вегиних важнијих љубавница од које се није „растао“ и у неком свом делу. Убрзо затим умро је његов омиљени син, Карлос Феликс, а 1612. и његова мајка Хуана умире на порођају. Лопе, скрхан овим догађајима, окупља сву своју децу под истим кровом. Све што се десило навело га је да се 1614. године замонаши. То га, међутим, није спречило у романтичним излетима са бројним женама. Најважнија и најдужа од ових веза била је са Мартом де Неварес, која је с њим остала све до своје смрти 1632. године. Трагедије се настављају и 1635. његов и Микаелин син Лопе гине у бродолому близу Венецуеле. Исте године отета је његова најмлађа ћерка.
Лопе де Вега је умро 27. августа 1635. године у Мадриду. За њиме је жалио велики број Шпанаца, а 200 аутора је написало збирку похвала која је објављена у Мадриду и Венецији. Током његовог живота дела су добила митску репутацију; његов савременик Мигел де Сервантес је Де Вегу називао „монструмом природе“ због његове књижевне плодности.

## Позната дела

### Епска дела
(„Пират Дрејк“)
Лопе је уложио значајан део својих најбољих година да се пробије као шпански епски песник. Прва објављена поема, La Dragontea, имала је приметне проблеме при свом појављивању. Дозвола да се књига објављује је одбијена од стране власти Кастиље 1598. године, због чега је морала бити штампана у Валенсији. Ослањајући се на дозволу Валенсије, Лопе је поново затражио одобрење да је објави и у Кастиљи. Не само да му није било дозвољено објављивање новог издања, већ су и примерци, који су постојали на територији Краљевине Кастиље, морали бити прикупљени. Није одустао, и замаскирана делом La hermosura de Angélica (Анхеликина лепота) и са две стотине сонета, поема је објављена у Мадриду 1602. године. У 732. октави (5856. реду) убачена је поема која је приказивала анимозитет целокупног шпанског народа према сер Френсису Дрејку и краљици Елизабети I.
El Isidro („Исидро“)
Житије Исидро (објављен у Мадриду 1599. године), говори о животу Светог Исидра Лабрадора, заштитника Мадрида, који је зивео у раном периоду реконкисте, око 1100. године. Написан у такозваним quintillas-строфама од пет стихова и осам слогова, Исидро се састоји од десет песама у чијим фрагментима песник приступа руралном свету којим се кретао светац. Лопе је волео једноставан живот сељака и чезнуо читав свој живот за већим контактом са природом. Међутим иако је ова поема једним делом биографска, она је и више од тога а то је и документовано: “Прочитао сам све што сам раније написао о свецу, и имао сам приступ радовима о узроку канонизације Светог Исидра, које је прикупио и саставио отац Доминго де Мендоза, епископски комесар, одговоран за његову канонизацију.“
La hermosura de Angélica („Анхеликина лепота“)
Ова поема је објављена 1602. године, заједно са Rimas и La Dragontea, и била је посвећена његовом пријатељу, севиљском песнику и сликару Хуану де Аргиху (шп. Juan de Arguijo).
У предговору Лопе открива како је настала у периоду његовог поморског живота, “На води, између једара Сан Хуана и застава Католичких краљева “, настављајући да пише историју Анхелике о којој је Лодовико Ариосто писао у свом делу Orlando furioso (Бесни Орландо) јер је он само предоложио осталим писцима да сами наставе причу уколико то могу урадити боље од њега. Поема прати Анхеликин живот у Шпанији, њене авантуре и незгоде кроз двадесет певања у октавама.
Jerusalén conquistada (Освојени Јерусалим)
У предговору севиљског издања дела Rimas, 1604. године, Лопе је најавио нови изглед епске поеме. Дело није било издато до фебруара 1609. године. Текст који је штампан није имао шеснаест песама већ двадесет. Лапеза (Rafael Lapesa) сугерише да је оригиналан текст завршен негде око крунисања краља Ричарда I „Лавље срце“ као краља Јерусалима, међутим како би изједначио број песама са поемом Jerusalén liberada (Torquato Tasso, 1581. године), Лопе је додао још четири у којима говори о напуштању Јерусалима од стране крсташа.

## Поеме
- 1598:  ('Пират Дрејк)
- 1599:  (Исидро)
- 1602:  (Анхеликина лепота)
- 1602:  (Риме)
- 1609:  (Нова уметност комедија)
- 1609:  (Освојени Јерусалим)
- 1614:  (Сакрарне риме)
- 1621:  (Филомена)
- 1624:  (Кирка)
- 1630:  (Аполонов ловор)
- 1634:
- 1634:  (Људске и божанске риме Томеа де Бургуљоса)

### Прозна дела
- 1598:  (Аркадија)
- 1604:  (Луталица у својој земљи)
- 1632:  (Доротеа)

## Прозна дела
La Arcadia (Аркадија) 
Војвода од Албе тражио је од Лопеа де Веге да напише дело за њега. Међутим није се усудио Лопе да објави дело под својим именом те је искористио псеудоним, Белрадо. Уобичајна формула тог времена искоришћена је у пасторалном роману. Аркадија је написана по угледу на дело Јакопа Санзара, италијанског песника, хуманисту из Напуља. Лопеово дело први пут је угледало светлост дана 1598. године у Мадриду. Дело је доживело значајан успех, те је током седамнаестог века више пута штампано. Едвин С. Морби забележио је неких двадесетак издања између 1598. године и 1675. године, од којих је шеснаест издато за живота аутора. Осуна је забележио да ово дело иако прозно има скоро 6000 стихова, доста више неко него нека поетска дела. Главни мотив у делу је љубомора. Анфрисо се заљубљује у Белисарду. Међутим Салсио воли Белисарду и ужива подршку њених родитеља. Белисардини родитељи раздвајају је од Анфриса. У међувремену сазнаје Анфрисо да му је Белисарда била неврена, те се заљубљује у Анарду. То изазива љутњу код Белисарде и она прихвата Салсиа...
El peregrino en su patria (Ходочасник у својој домовини)
Настао у Севиљи, почетком 1604, ово дело доживео је тренутан успех. Постоје 6 издања у периоду од 1604. до 1618. године. Преведено и на енглески језик, анонимно под називом The Pilgrim of Casteele. Ходочасник у својој домовини нема поетски квалитет као Аркадиа, не зато што је број стихова мање, већ зато што су многи од њих драматични: четири ауто сакраментала, са својим пролозима и канцонама. Дело красе бројне љубавне приче, авантуре, а на самом крају срећно уједињење сви ликова дела посебно Панфилија де Лухана и Нисе. У ово дело Лопе је укључио 4 еухаристичке драме: El viaje del alma, Las bodas del alma y el amor divino, La Maya, El hijo pródigo, као и наслове 219 својих драма.
Pastores de Belén (Пастири Витлејема)
Појавило се у Мадриду 1612. године. Дело које садржи еротске приче као La Susana i Amón y Tamar. Било је цензурисано и забрањено од стране Инквизиције. Међутим доживело је значајан успех и исте године, 1612. штампано у Лериди и Памплони. Постоје 167 песама, најразличитијих метричких форми.
La Dorotea (Доротеја)
Прозно дело у дијалозима у које су уметнуте различите песме. Доротеја се појавила 1632. године. Аутобиографско дело иако је очигледно стилизовано. Вероватно није случајност да је прва песма која се појављује „ A mis soledades voy” односи на Лопеа. У претпоследњој од елегијских песама „Pobre barquilla mía”, као саговорник јавља се крхки бродић. Стил је једноставан и природан. Са положаја одраслог човек Лопе евоцира успомене на љубав испуњену љубомором према Елени Осорио.
Доротеја (Елена Осорио), чији је муж отишао у Нови Свет, постаје љубаница песника Дон Фернанада (Лопеа). Теодора, мајка Доротејина и Херарда утичу на Доротеју да прихвати удварања Дон Бела, богатог Индијанца (нећака Крадинала Гранвела ). Фернандо разљућен, одлази у Севиљу. Доротеја и Фернандо се скривају и њихова љубав преживљава. Потом се Фернандо враћа у Мадрид, сукобљава се са Дон Белом и рањава га. Међутим због Фернандове романсе са Марфисом, Доротеја га оставља и повлачи се у манастир. А Фернандо приступа Непобедивој армади. Ово дело према речима самог Лопеа му је најдраже. Према речима издавача Едвина Морбија, (Edwin S.Morby ) Лопеово дело, Доротеја, је најбогатије, најкомплексније дело које на најбољи начин обједињује његове способности песника, драматурга и писца.

## Лирска дела
Los romances (Романсе)
Период од 1580. године до 1590. године обележиће генерација песника на чијем челу се налазе Лопе де Вега и његов вечити ривал Гонгора(Luis de Góngora). Већ са осамнаест година ови песници постају признати, слављени. Нико од њих није трудио у истицању ауторства. Лопеова улога песника призната му је од самог почетка. Као нова литерарна формула, нови романсеро, за кратко време уклопио у то осетљиво друштво. Дугогодишња традиција граничних романси насталих у XV веку повезујићи историјске догађаје, поново ће оживети на крају XVI века у оквиру новог жанра романси. Генерација од 1580. године створила је прве романсе под називом los moriscos. Мада је постојао период суживота ипак су те романсе биле замењене пасторалним.
Rimas (Риме)
У мадридској штампарији Педра Мадригала, новембра 1602. године изашла је збирка сонета, El primer poemario, коју Лопе објављује под својим именом. Читаоци су радо прихватили двеста сонета, објављених без епских поема али уз пратњу другог издања сачињеног од епога, епистола и епитафа. Друго издање објављено у Севиљи 1604. године побољшало је у неким детаљима претходно објављену збирку. Међутим још увек није био завршен процес обогаћивања дела. Уз додатак Arte nuevo de hacer comedias, 1609. године у Мадриду, Лопе их поново уређује и збирка бива лепо прихваћена. Као дефинитивну верзију можемо прихватити двеста сонета, Segunda parte y Arte nuevo, штампаних поново у Милану (1611), Барселони (1612), Мадриду (1613 и 1621) и Уески (1623). Код Rimas могу се наћи песме које датирају између 1578. године и 1604. године. Односи са Еленом Осорио допринели су настанку серије прослављених сонета под називом ‘’Los mansos”. Пасторални мотив поново оживљава у триологији формираној од сонета ” Vierno, aquel mi manso regalado” сачуваног у “Cartapacio Penagos “, али се не штампа све до издавања “Entrambasaguas “ из 1934. и сонета 188 и 189 од Rimas. Међутим и поред одређеног значаја поеме које су додате 1604. године једва да су побудиле интересовање публике. Почиње са три епоге различитог значаја и дубине. Написана пред крај 1608. године Arte Nuevo de hacer comedias en este tiempo је у ствари дидактичка поема и као таква избегава стриктна лирска и епска ограничења.
Rimas sacras
Тачан назив дела издатог у Мадриду, 1624. године је Rimas sacras. Primero parte, међутим колико се зна никад није ни било другог дела. Пред нама налази се дело у коме је аутор синтетизовао своју инспирацију и умеће. Структуру представља оно што смо већ раније упознали у оквиру канцонијера Лопеовог. У дело се укључене и различите композиције разноврсних жанрова и метрике : наративна поезија у октавама, глосе, дескриптивне романсе, поеме у терцету, лире и канцоне. Las rimas sacras ће се широко развити палинодију (песничко дело или спис у којем песник пориче оно што је раније исказао у неком другом делу) коју је захтевала петраркистичка традиција. Не само зато што је сонет са иницијалима представља препис од Гарсиласа де ла Веге, већ зато што основна идеја о покајању у љубави овде се развија не у једном сонету, већ кроз читаву серију сонета са иницијалима и кроз друге многе поеме у којима се препознају трагови Петраркиног Канцонијера. Већина сонета од Las rimas sacras написана је првом лицу. Најпрослављенији од сонета из XVIII века је монолог душе која се кроз колоквијални и дуректни говор се обраћа једном заљубљеном Исусу. Насупрот интимних сонета стоји један мањи, али никако мање важан број сонета хагиографског, литургијског и комеморативног карактера. Ипак неке наративне поеме “Las lagrimas de la Madalena” су у највећој мери као наставак поетског духа сонета. Док “Las lagrimas” припадају једној од епских врста.

## Стварање нове комедије
Лопе де Вега је створио шпански класични театар Златног доба са новом формулом драме. У овој формули меша се трагично и комично, и разбијају се три јединице које је заступала италијанска школа поезије (Лодовико Кастелветро, Франческо Робортељо ) на основу Аристотелове поетике и реторике : јединство радње (да се исприча једна прича), јединство времена (у року од 24 сата или мало више) и места (који се одржавају на једном месту или суседним локацијама).
За јединство радње, Лопе у својим комедијама користи вишеструки заплет (прича две или више прича у истом делу, обично једна примарна и друга секундарна, или приказује разлике између племства и службеника). Јединство времена препоручује, али не поштује увек, док јединство места не поштује уопште.
Лопе де Вега не поштује четврту јединицу, јединство стила и пристојности које наводи Аристотел и меша у својим делима трагично и комично, користи различите типове строфа, у зависности од суштине онога што представља. Романсу користи када је лик у љубавној вези, то јесте, користи осмерце када долази до описа, користи сонете када дође до монолога или док се чека да се глумац пресвуче између сцена, десетерце у случају жалби и кајања. Стих је углавном осмерац, нешто мањи од једанаестерца, а затим сви остали. Зато је мало полимера и академских позоришта, за разлику од француског класичног позоришта, и у том смислу је ближа елизабетанским позориштима.
Три главне теме његових дела су љубав, вера и част, испреплетане у прелепим полу-стиховима. Бирају се теме које су у вези са части ("покрет силом за све људе“, пише Лопе).
Лопе је нарочито био пажљив са женском публиком која би могла преокренути функцију, и позива на „трик са истином“, да јавност верује у резултате што се није десило бар до средине трећег чина: препоручује неколико трикова, као што је преоблачење глумица у мушкарце, што узбуђује јавност, машту мушкараца и која у будућности бива продужена у универзална комична позоришта као превара и рутина за сва времена: борба полова. Плаховите жене које се понашају као мушкарци и мушкараци који се понашају као неопредељене жене. Све ове заповести препоручује Лопе онима који желе да следе његову формулу драматичног у делу „Нова вештина писања комедија у овом времену“ (1609), написаном као поема од 389 стихова. У „Новој комедији“, Лопе покушава да брани позориште засновано на укусу времена, покушава да интерпретира укусе, осећања и вредности публике и тако ствара позориште према њима. У овом смислу, укус те публике се претвара у критеријум за мерење вредности дела. „Нова комедија“ се може поделити на три дела: први део (од 1. до 146. стиха) у коме ствара једну врсту пролога, други део (од 147. до 361. стиха) у коме конституише научни део, образлажући композицију, дикцију, проналазак и завршни говор и, трећег дела (од 361. до 389. стиха), епилога.

## Класификација и велике драме
Лопеова драмска дела су писана само за сцену и аутор није добијао копију. Копија је претрпела корекције, допуне и измене глумаца, а неке од њих и писце комедија.
Између 1604. и 1647. је објављено двадесет пет томова Дела које сачињавају комедије Лопеа, иако је први изашао без сагласности драматурга. Само је преузео уређивање сопственог дела од Дела IX (1617) и до своје смрти, када је морао да штампа Дела XXI и XXII. Хуан Перез де Монталбан, његов ученик и писац комедија, каже у својој Посмртној слави да је написао око 1800 комедија и 400 драма мистерија, од којих је изгубљен велики део. Сам аутор је скромнији у својим делима и сматрао је да је написао око 1500, у које се може укључити и драма мистерије и друга сценска дела, али је бројка и даље у порасту. Да би објаснио Чарлс Винсент Аубрун претпоставља да је писац нацртао план, док су други песници и глумци завршавали његова дела, али песници тог времена нису имали проблема о проглашењу свог ауторства у сарадњи и са три особе, тако да је паметан аутор сакривао помоћ ради боље продаје дела. Ренерт и Кастро су урадили озбиљне студије према којима му се могу приписати 723 наслова, од којих 78 су сумњива због недостатка атрибуције, 219 су изгубљена, тако драматичан репертоар Лопеа може бити сведена на 426 комада.
Листа значајних комедија је свакако повелика: La discreta enamorada, El acero de Madrid, Los embustes de Celauro, El bobo del colegio, El amor enamorado, , , , , , , , , , El halcón de Federico, La doncella Teodor, La difunta pleiteada, La desdichada Estefanía o El rey don Pedro en Madrid.
Сва се признају као ремек-дела. У сваком Лопеовом делу увек постоји сцена која открива његову генијалност, међу којима су Peribáñez y el comendador de Ocaña (1610),Fuenteovejuna (1612 — 1614), La dama boba (1613), Amar sin saber a quién (1620 — 1622), '' (1620 — 1623), El caballero de Olmedo (1620 — 1625), El castigo sin venganza (1631), El perro del hortelano, El villano en su rincón, El duque de Viseo o Lo fingido verdadero.
El caballero de Olmedo је више лирско него трагично дело. Оно је подељена у три епизоде. Дон Фернандо Алонсо (витез Олмедо) тражи помоћ од свог слуге Теља да освоји Инес и на тај начин Тељо долази у контакт са Фабијом која им помаже да се „повежу“ и касније венчају. Међутим, Фернандо Родрига и његов брат покушавају да га зауставе. Као фаталан исход, Алонсо умире у близини потока на путу за Олмедо, упркос чињеници да је упозорен у сновима, итд. у рукама Родрига али Тељо тражи правду од краља, који их осуђује на смрт.
Марселино Менендес Пелајо је један од првих издавача његове драме, користи за критеријуме предмет ових радова и њихових извора у једанаест блокова, мада је њихова класификација донекле збуњујућа, јер се понекад иста комедија може сврстати у две или више категорија:
1. Хеоројске и часне драме, имају теме националне историје и постојећих људи, националнистичке и прото-демократске идеје, идеализоване до богатог фармера (Peribáñez y el comendador de Ocaña, 1605 — 1612) или сељака, као у Fuenteovejuna (1612 -14), друго што карактерише колективни протагониста, као у Нумансији (1585) Сервантес, или Есхилови Персијанци. Дела: Los comendadores de Córdoba (1598), El mejor alcalde el rey (1620—23), El rey don Pedro en Madrid (1618), Audiencias del rey don Pedro(1613—20) y La estrella de Sevilla (1623).
2. Теме части и освете. Los comendadores de Córdoba, Las paces de los reyes y judía de Toledo (1610—12) о Алфонсу VIII, који је дао тему на дела Антонија Мире Амескуа, Јуана Баутисте Диамантеа и Франца Гриљпарсера, El castigo sin venganza, инспирисан новелом Матеја Бандеља, El castigo del discreto (1598 — 1601), Las ferias de Madrid (1585 — 1589), La locura por la honra (1610—12), El bastardo Mudarra (1612), која је заснована на песми Cantar de los siete infantes de Lara из Х века, која личи на дело Хуана де ла Куева о истој теми, и има заједничке особине са Електром од Софоклеа и Краљ Лир од Шекспира .
3. Драма о историји Шпаније: Las almenas de Toro (1612 — 1613), једино Лопеово дело које обрађује Сида. El mejor alcalde el rey (Алфонсо VIII ). El mejor mozo de España (о Фернанду Католичком ). El cerco de Santa Fe (Гранада). Понекад пролазе претходну тему, као у La campana de Aragón (око 1600), који обухвата легенду о освети за Campana de Huesca и историје владра Педра I од Арагона, Алфонса I Батаљадора и Рамира II Монаха. Лопе увек имао сколоности ка историјском жанру, написао је посвету La campana de Aragón. Лопе де Вега је документовао комедије националне историје у различитим историјским записима
4. Драма на основу балада. Током XVI и XVII века, колекција романси је постала популарна и штампана (шп. Romancero general-, 1600), прикупљали су је и певали многи, састављајући Нови романсеро(). Шпанци су били фасцинирани да чују непотпуне романсе и драме Гиљена де Кастра наметајући модел за ову врсту комедије, пишући -Шаблон:Las mocedades del Cid; Лопе је одговорио са El caballero de Olmedo (1622), у време Хуана II (1406 — 1454) и друге комедије.
5. Драма o страним подвизима. El duque de Viseo (1608 — 1909) Roma abrasada (1598 — 1600). El gran duque de Moscovia (1606). La reina Juana de Nápoles (1597 — 1603).
6. Комедије обичаја, о шпанским културним стреотипима и урбаним обичајима, са намером да буду сатиричне или да садрже моралну поуку: El villano en su rincón (1614 — 1616) о сеоском животу Хуана Лабрадора (Juan Labrador). Castelvines y Monteses (1606—12) се заснива на роману Матеа Бандеља (Mateo Bandello), којим ће се такође Шекспир користити за Ромеа и Јулију, иако у Лопевом делу љубавници не завршавају трагично, већ се венчавају уз дозволу својих породица. Ове комедије се такође често називају и урбаним комедијама или палаталним комедијама.
7. Комедије де капа и еспада или плашта и мача, говоре о припадницима аристократије и властеле, интриге су увек допадљиве и смешне, без крвавих освета карактеристичних за драме части: La noche de San Juan (1631) је написана у року од једног сата.
8. Комедије заплета које спадају у категорију Нових комедија, у којима су жене најчешће главни ликови: La dama boba (1613), Los melindres de Belisa (1608), Las bizarrías de Belisa (1634), El perro del hortelano (1613), El acero de Madrid (1610), La viuda valenciana (1604), La mal casada (1610—15). Овакве комедије ће касније писати и усавршити његов ученик Тирсо де Молина .
9. Сељачке или пасторалне драме, имитирају дела италијанске ренесансе, инспирисане делима: La Arcadia италијанског писца Јакопа Саназара (итал. Jacopo Sannazaro), Églogas Хуана дел Енсине (шп. Juan del Encina) и Гарсиљаса де ла Веге (шп. Garcilaso de la Vega), Diana Хорхеа де Монтемајора (шп. Jorge de Montemayor) и другим. El pastor Fido (1585) је инспирисана познатим Гваринијевим пасторалним романом.
10. Митолошке тематике, драме представљане високој аристократији, краљевима и племићима. Укључивале су позоришну опрему а понекад и музику. Такође су називане и позоришне драме, телесне комедије или комедије буке: Adonis y Venus, El vellocino de oro (1620), El laberinto de Creta (1612—15).
11. Религиозне драме, историје ветерана или Новог завета, о животима светаца или побожне легенде. Многе су приказиване за време празника светитеља: La creación del mundo (1631—35), La hermosa Ester (1610), Barlaam y Josafat (1611. године, а верзија је легенде о Буди), El divino africano (1610), о животу Светог Агустина, San Isidro de Madrid (1604—06), San Diego de Alcalá (1613) и религиозни алгоријски комади, који су касније еволуирали у апстрактне и спектакуларне алегоријске репрезентације Педра Калдерона де ла Барке (шп. Pedro Calderón de la Barca), познате под називом psicomaquias: Él tirano castigado- дело које је сачувано и данас захваљујући копији Игнација де Галвеса (шп. Ignacio de Gálvez).

Обрен (фр. Charles-Vincent Aubrun) своди теме карактеристичне за драме Лопеа Де Веге на: љубав, част и веру. Франсиско Руис Рамон (шп. Francisco Ruiz Ramón), међутим, више говори о неправедној подели моћи између племића и краљева са једне стране и простог народа са друге.

## Комична дела
- Комедије заплета познате под називом capa y espada или огртач и мач:
- Властелинске комедије које су претходиле високој комедији (која се јавља у деветнаестом веку):
- Пасторална комедија, у којој се аутор врло често појављује под именом Белардо: El verdadero amant, La pastoral de Jacinto, Belardo furioso, La Arcadia.

## Драме
Историјско-легендарне драме:
- Драме строго историјске тематике: ,  и
- Испирисане баладама или каролиншким циклусом: Las mocedades de Bernardo, El bastardo Mudarra y Siete infates de Lara, Las paces de los reyes y judía de Toledo, La mocedad de Roldán, El marqués de Mantua и Ursón y Valentín
- Инспирисане хроникама:  и
- Инспирисане независним литерарним изворима попут маварских комедија: El remedio en la desdicha, у коме се описује историја Абиндареза(шп. Abindarráez) и лепе Харифе (шп. Jarifa)
- Трагедије, које већином одговарају ономе што називамо „драмама части“: Fuente Ovejuna, Peribáñez y el comendador de Ocaña, El mejor alcalde el Rey, La estrella de Sevilla сумњивог ауторства,  и
- Митолошке комедије попут: Las mujeres sin hombres, El vellocino de oro, El marido más firme, затим митови о Амазонкама -  и
- Библије: La creación del mundo y primera culpa del hombre, о Каину и Авељу, , s,
- Житија- трилогија посвецена заштитнику Мадрида: ,  и ,
- Религиозни алегоријски комади познати под називом Аутос попут:  или

## Драмска школа Лопеа де Веге
Многи писци су угледају на Лопеа де Вегу, па чак покушавају и да усаврше његов модел.
Међу највећим присталицама били су: Guillén de Castro, Antonio Mira de Amescua, Luis Vélez de Guevara и његов син Juan Vélez de Guevara, затим Juan Ruiz de Alarcón и Тирсо де Молина (шп. Tirso de Molina).
Мање значајни од њих били су :  и бројни други.